# Jean Strunc
Jean Strunc, né le 17 juin 1911, est un athlète français.

## Carrière
Jean Strunc est sacré champion de France du 50 kilomètres marche en 1952 à Colombes.
Il est aussi 21e du 50 kilomètres marche aux Jeux olympiques d'été de 1952 à Helsinki. 